# Tipografia Elvetica
La Tipografia Elvetica, nome completo Tipografia e Libreria Elvetica, di Capolago, attualmente quartiere della città di Mendrisio, è stata una casa editrice svizzera del XIX secolo. Attiva nel Canton Ticino dal 1830 al 1853, era famosa per essere la tipografia clandestina dei patrioti del Risorgimento.

## Storia
La Tipografia Elvetica fu fondata nel 1830 dall'esule genovese Alessandro Repetti e diretta da Gino Daelli. Ben presto, grazie alla sua ubicazione in territorio svizzero, divenne un importante punto di riferimento per la pubblicazione di opere patriottiche da diffondere clandestinamente in Italia attraverso il Lombardo-Veneto.
La casa editrice godette della collaborazione di Luigi Dottesio, patriota di idee mazziniane che diede notevole impulso alla stampa di libri, giornali e proclami di patrioti ed esuli risorgimentali. Tra i principali autori pubblicati dalla Tipografia Elvetica di Capolago figurarono Gioberti, Guerrazzi, La Farina, Tommaseo, Sismondi, Ferrari, Colletta, Balbo e d'Azeglio.
L'arresto e l'esecuzione del Dottesio da parte delle autorità austriache nel 1851 e le crescenti preoccupazioni delle autorità elvetiche, soggette a loro volta a forti pressioni politiche da parte austriaca, costrinsero il proprietario Repetti a chiudere la Tipografia Elvetica nel 1853.

## Omaggi
- Nel 2015 Tommaso Labranca e Luca Rossi, tramite la loro casa editrice ventizeronovanta e in collaborazione con la  Casa d'Arte Miller di Capolago, che ha sede nella stessa palazzina dove aveva sede la Tipografia Elvetica, danno vita alla rivista Tipografia Helvetica, il cui nome è un omaggio alla casa editrice ottocentesca e al carattere tipografico Helvetica. La rivista cesserà le pubblicazioni nel settembre 2016, poco dopo la morte di Tommaso Labranca, con un numero speciale a lui dedicato.